# Dill City
Dill City è un comune degli Stati Uniti d'America, situato nello parte meridionale dello Stato dell'Oklahoma, nella Contea di Washita.